# شیشل
شیشل (انگلیسی: Shishel) یک کوه آتشفشانی در شبه‌جزیره کامچاتکای کشور روسیه است.